# 陳見賢
陳見賢（1960年12年12日—），現任新竹縣副縣長、國民黨新竹縣黨部主委。曾任新竹縣議會第17屆議長，新竹縣議會第18屆副議長。2018年因替新竹縣縣長候選人楊文科輔選有功，被任命為副縣長。

## 經歷
- 新竹縣議會第十八屆副議長
- 新竹縣議會第十七屆議長
- 新竹縣竹北市民代表會第五屆主席
- 新竹縣體育會理事長
- 新竹縣退伍軍人協會理事長
- 新竹縣陳姓宗親會理事長
- 竹北市陳姓宗親會榮譽理事長
- 新竹縣義勇消防隊榮譽總隊長
- 竹北分局民防顧大隊大隊長
- 竹北分局義警顧問團顧問
- 後備軍人輔導中心顧問